# هو دم
هو دم هو عامل مناجم وسياسي كوري شمالي، ولد في 6 مارس 1929 في وونسان في كوريا الشمالية، وتوفي في 11 مايو 1991 في بيونغيانغ في كوريا الشمالية. نشط حزبياً في حزب العمال الكوري. وقد انتخب وزير الخارجية كوريا الشمالية (1970 – 1983).

## وصلات خارجية
- هو دم على موقع مونزينجر (الألمانية)